# 洪思翊

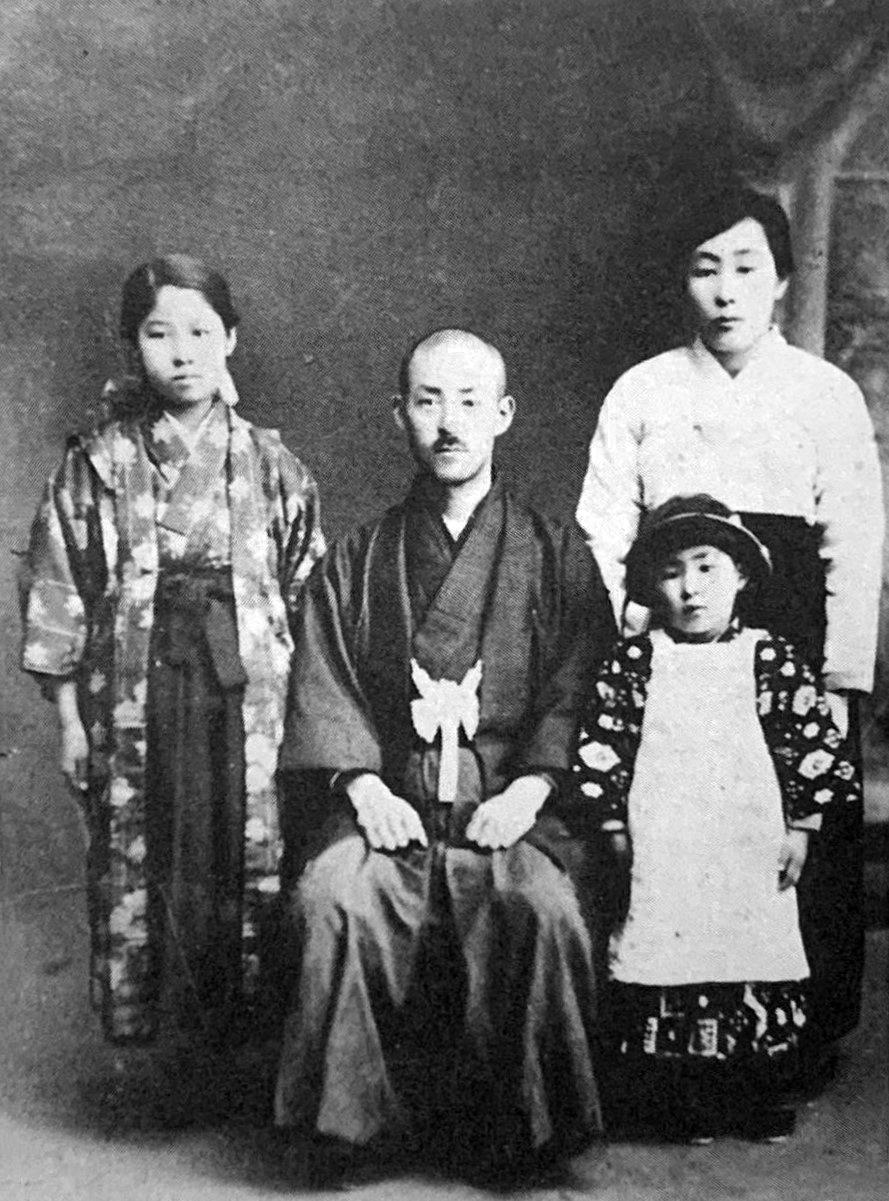
洪思翊と家族

洪 思翊（ホン・サイク、こう しよく、1889年3月4日 - 1946年（昭和21年）9月26日）は、日本陸軍の軍人。最終階級は陸軍中将。
日本統治下の朝鮮出身の日本陸軍軍人としては、王公族として皇族と同等の優遇を受けた李垠中将と並び、最も高い階級に昇った。太平洋戦争後、戦犯としてフィリピンで処刑された。

## 出自
1889年、朝鮮京畿道安城の両班の家に生まれた。本貫は南陽洪氏である。
1905年（明治38年）の第二次日韓協約締結後、大韓帝国の陸軍武官学校へ入学した。
1909年（明治42年）、陸軍武官学校廃止に伴い、日本の中央幼年学校へ国費留学した。
中央幼年学校を首席で卒業し、陸軍士官学校へ進学した。
当時、陸軍士官学校には韓国からの派遣留学生が何人も在籍しており、1910年（明治43年）の韓国併合に衝撃を受けて抗日・独立運動に身を投じた者も多数いたが、洪は、今決起するのは朝鮮の独立回復に繋がらず、しばらく研鑽を積み実力を養成した後戦うべきだとして級友達と路線を分かつ。

## 軍歴

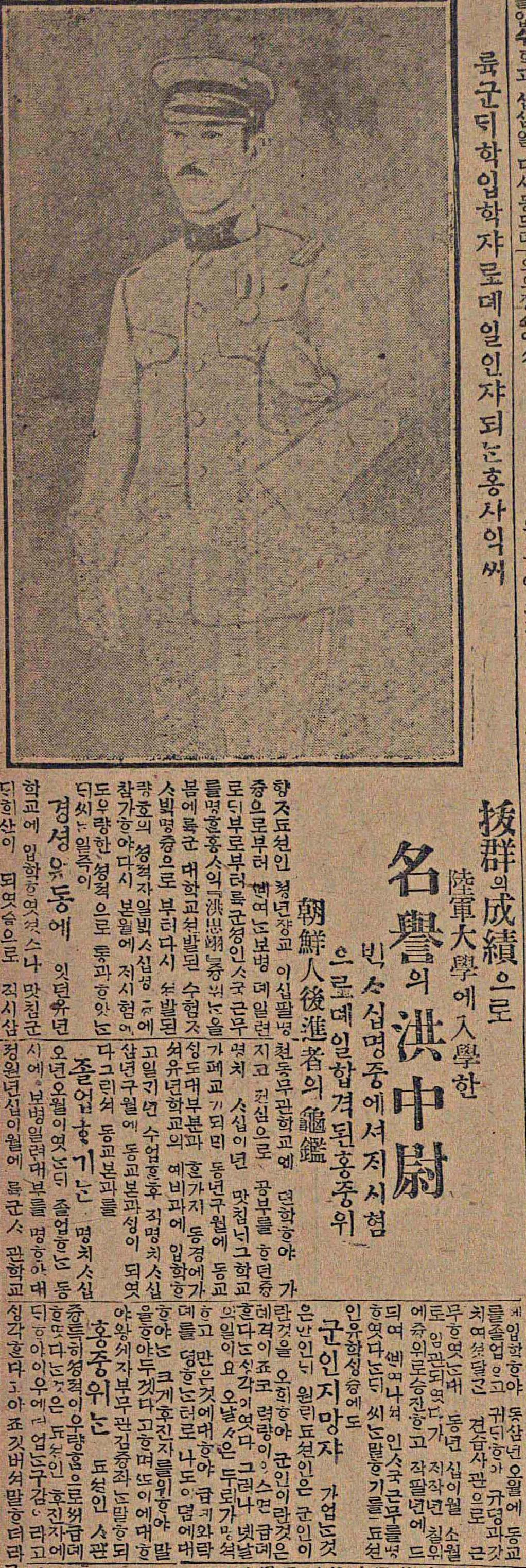
毎日申報に掲載された、陸軍大学校に入校した際の記事（1920年12月16日）

1914年（大正3年）に陸軍士官学校を卒業し（26期。卒業時の成績は742人中31番）、陸軍歩兵少尉に任官、第1師団第1連隊に配属された。
1920年（大正9年）、陸軍大学校へ入校した。なお日本統治時代に陸軍大学校に入校した朝鮮人は李垠、桃山虔一（李鍵）、李鍝と彼だけであり、洪以外の3人は、いずれも皇族同様の優遇を受けた王公族であった。
1923年（大正12年）、陸軍大学校（35期）を卒業した。
1925年（大正14年）、参謀本部に配属され戦史編纂にあたった。
1929年（昭和4年）、陸軍歩兵少佐となり、1931年（昭和6年）8月に陸軍歩兵学校教官を経て、1933年（昭和8年）4月関東軍司令部に配属され、満州国軍に顧問として派遣された。奉天軍官学校（陸軍士官学校に相当）の指導に当たったほか、軍官学校の募集対象に満州国在住の朝鮮人を含めることとし、それまで日本人・満州人・延安系朝鮮人に限られていた満州国軍将校への門戸を朝鮮人移民にも開放した。1934年（昭和9年）に陸軍歩兵中佐となり、1936年（昭和11年）まで関東軍司令部参謀部に勤務した。
洪は、旧韓国軍・日本陸軍士官学校時代からの旧友である韓国光復軍司令官池青天から、大韓民国臨時政府に加わったらどうかと誘われたが、朝鮮の独立には未だ時機が至っておらず、今立ち上がることは良策ではないとして、旧友の招聘を断った。だがその一方で、池青天を含む旧大韓帝国軍出身の抗日活動家と秘密裏に友情を保ち、その家族を自費を以て支援したり（これは一歩間違えば洪本人にも危険が及ぶ行為であった）、創氏改名が行われた時も、最後まで改名を行わず、姓の洪をそのまま氏とした。指揮官として赴任するたびに日本語と韓国語で就任挨拶を二度行い、自らの朝鮮人としてのアイデンティティを示していた。洪は日本統治下における朝鮮人の立場を「イギリスにおけるアイルランド人のようなもの」と息子に説明していた。また、高宗皇帝が下賜した大韓帝国の軍人勅諭を、生涯身に付けていたとも言われている。
1936年（昭和11年）に陸軍歩兵学校の教官に転勤し、翌1937年（昭和12年）の日中戦争勃発に伴い12月に中支那派遣軍司令部に配属され、中国戦線に派遣された。1938年（昭和13年）2月には中支派遣軍特務部員として上海に派遣され、3月に陸軍歩兵大佐に昇進して興亜院調査官（もとは文官のポストであったが、当時の軍の権限拡大により軍人が配属されるようになっていた）となり上海の華中連絡部に配属され、情報収集や政治工作に従事した。
1940年（昭和15年）8月に留守第1師団司令部に配属され、1941年（昭和16年）には少将に進級、華北の河北省に駐屯する歩兵第108旅団長となり、華北の八路軍を相手に戦った。八路軍傘下には朝鮮義勇隊の華北支隊がいたが、同年12月に胡家庄の戦いで日本軍に打撃を受け、主だった隊員が戦死したり捕虜となったりした。1942年（昭和17年）4月から1944年（昭和19年）3月までは陸軍公主嶺学校の幹事（副校長）となっていた。
1944年（昭和19年）3月に比島俘虜収容所長としてフィリピンに赴任、同年10月中将に進級、同年12月には在比第14方面軍兵站監となって終戦を迎えた。皮肉な事に、これが長年彼が心の中で望んでいた朝鮮解放の瞬間であった。終戦後は、故郷の朝鮮で教師になり静かに暮らしたいと望んだ彼だったが、結局解放された祖国を見ることは出来なかった。

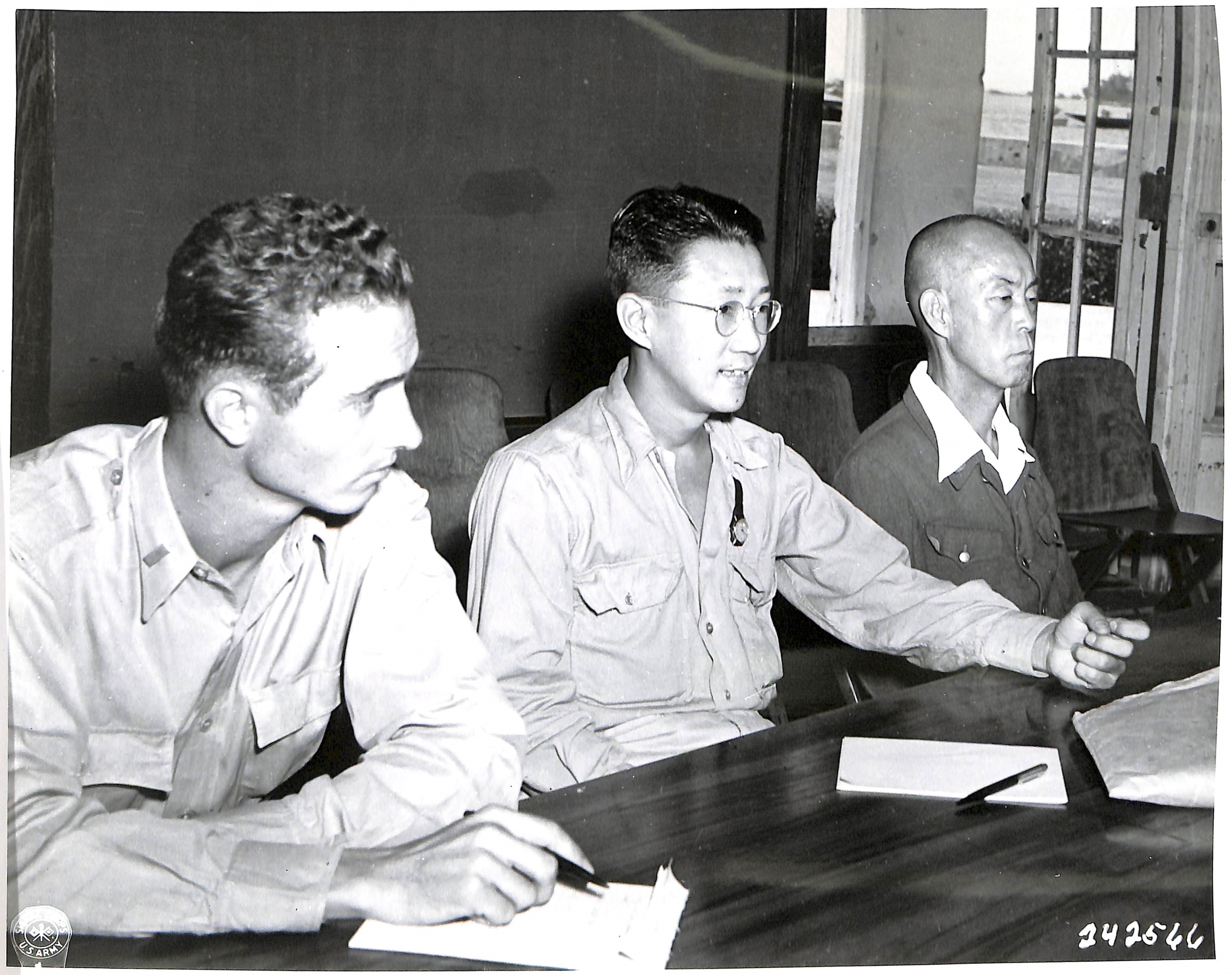
フィリピン戦犯法廷にて（右端）

連合国軍から、捕虜収容所長時代に食糧不足から捕虜に十分給養できなかった責任を問われた洪は、軍人として弁解や証言することを潔しとせず、自らについては一切沈黙を守った。但し、自身の法廷では沈黙を続けたため一切の証言記録が残っていないが、他の戦犯被告人を弁護するための証言は積極的に行ったため、洪の置かれた状況や心情は他の裁判記録によって間接的に窺い知ることができる。韓国国内では日本の陸士同期生などを中心にマスコミで救命運動が行われたが、結局流れを変えることはできなかった。その結果、マニラ軍事法廷で戦犯者として1946年4月18日に死刑判決を受け、同年9月26日にマニラで処刑（BC級戦犯として絞首刑）された。最期には立ち会った牧師に詩篇第51篇の朗読を求めたと伝えられている。朝鮮出身のBC級戦犯は洪中将を含めて148人。2021年に最後の生存者が亡くなり、詳しい記録もほとんど残っていない。
辞世の歌は、「昔より冤死せしものあまたあり われもまたこれに加わらんのみ」、「くよくよと思ってみても愚痴となり 敗戦罪とあきらむがよし」。

## 子息
洪は独立後の韓国では親日派として糾弾の対象となった。長男の洪国善は早稲田大学を卒業後、朝鮮銀行に勤務していたが、当時の李承晩大統領の直接命令により辞職させられた。その後は何の圧迫がなかったので1962年8月13日付の京郷新聞の記事によると軍隊に入って陸軍大佐として転役しこの時点では韓国鉱業公社の理事として在職後1984年に京畿道安城で死亡した。また、未亡人の李清栄も、東京女子高等師範学校（現・お茶の水女子大学）を卒業していたが、韓国に帰国した後は一切の職業から追放され、日本に戻って約6年間住んだ。その前には次男の洪顯善はソウル大学経済学科に奨学生として入学した。その後に李清栄と次男の洪顯善はアメリカに移住し、1978年にロサンゼルスで死亡した。
なお、洪思翊は戦時中に朝鮮出身脱走兵を隣家に匿っていたことがある。このとき単に「脱走兵を匿う朝鮮人の家」と考えて洪の自宅へ捜索に訪れた憲兵は、中から陸軍少将（当時）の軍服を着用した洪が出てきたことに仰天し、そのまま逃げ帰った。
京畿道安城市の安城市庁裏手の南陽洪氏の土紅系宗中山に彼の墓がある。碑石の前面には(南陽洪公思翊 配漢陽趙氏之墓)書いてある。裏面には履歴が書かれてある。

## 評価と影響
洪思翊の処刑は、戦後の日韓関係史研究において長らく論争の的となってきた。特に、民族意識ゆえに日本人より日本的たらざるを得なかった朝鮮人将官の悲劇性については、筑波常治が1973年8月号の『文藝春秋』で詳細に論じている。このように、日本統治下の朝鮮出身軍人という複雑な立場から、その生涯は「悲劇の軍人」として評価されることがある。